# Smittina cervicornis
Smittina cervicornis är en mossdjursart som först beskrevs av Peter Simon Pallas 1766.  Smittina cervicornis ingår i släktet Smittina och familjen Smittinidae. Inga underarter finns listade i Catalogue of Life.